# Wu'an (köping)
Wu'an (kinesiska: 武安镇, 武安) är en köping i Kina. Den ligger i provinsen Shandong, i den östra delen av landet, omkring 170 kilometer sydväst om provinshuvudstaden Jinan. Antalet invånare är 63645. Befolkningen består av 30 135 kvinnor och 33 510 män. Barn under 15 år utgör 19,0 %, vuxna 15-64 år 69 %, och äldre över 65 år 11,0 %.
Genomsnittlig årsnederbörd är 726 millimeter. Den regnigaste månaden är juli, med i genomsnitt 208 mm nederbörd, och den torraste är januari, med 4 mm nederbörd.